# As-Sarcha
As-Sarcha (arab. الصرخه) – miejscowość w Syrii, w muhafazie Damaszek. W 2004 roku liczyła 1405 mieszkańców.